# 하이페리온 (나무)

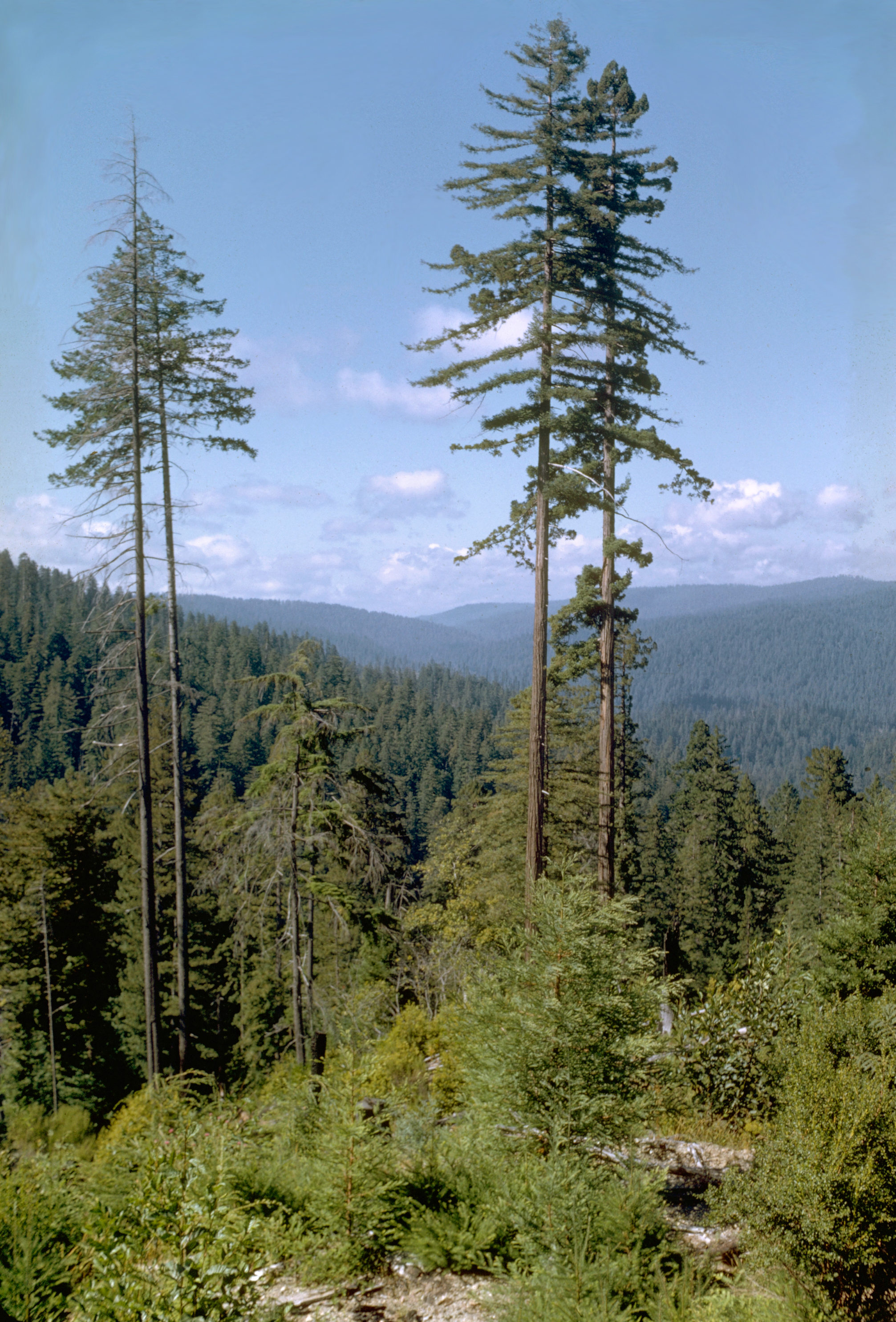
레드우드 국립공원의 코스트 레드우드

하이페리온(Hyperion)은 현재 살아있는 나무 중 세계에서 가장 키가 큰 나무로, 미국 캘리포니아주 레드우드 국립공원에 있는 아메리카삼나무이다. 높이는 115.92 m이며, 나이는 600살 이상으로 추정된다.